# Klytios (Bruder des Priamos)
Klytios (altgriechisch Κλύτιος Klýtios) ist in der griechischen Mythologie der Sohn des zweiten Königs von Troja, Laomedon, und somit Bruder des Priamos.
Er ist der Vater des Kaletor, der beim Versuch, die griechischen Schiffe während des Trojanischen Krieges in Brand zu stecken, vom Telamonier Aias mit dem Speer getötet wurde. Seine Tochter war Prokleia, die den Poseidonsohn Kyknos heiratete. Eine weitere Tochter namens Pronoë war laut einem Scholion zur Ilias Homers die Gemahlin des Panthoos, dem sie in der Nacht, in der auch der troische Held Hektor zur Welt kam, den Polydamas gebar. Johannes Tzetzes zufolge war Laothoë die Frau des Klytios.